# Ceramica Cleopatra FC
El Ceramica Cleopatra Football Club (en árabe: نادي سيراميكا كليوباترا لكرة القدم‎) es un club de fútbol del municipio de Guiza, Egipto. Fue fundado en 2007 y juega en la Liga Premier de Egipto desde la temporada 2020-21.

## Historia
El club ganó el ascenso a la primera división del país por primera vez al ganar el Grupo B en la Segunda División de Egipto 2019-20.

## Palmarés
- Copa de la Liga de Egipto (2): 2022–23, 2023–24.

## Jugadores

#### Plantilla: 2024-25
- Actualizado al 29 de octubre de 2024[2]

## Entrenadores
- Ramadan El Sayed (Julio de 2018-Marzo de 2019)
- Haitham Shaaban (Julio de 2019-Abril de 2021)
- Diyaa El Sayed (Abril de 2021-Julio de 2021)
- Haitham Shaaban (Julio de 2021-Mayo de 2022)
- Ahmed Samy (Mayo de 2022-Enero de 2023)
- Moïn Chaabani (Enero de 2023-Mayo de 2023)
- Helmi Toulan (Mayo de 2023-Julio de 2023)
- Ayman El Ramadi (Julio de 2023-)